# Commanderie de Cressac
La commanderie de Cressac était une commanderie hospitalière après avoir été templière située dans le département de la Charente en France, et dont il reste la chapelle, remarquable par la présence de fresques représentant des scènes de la victoire des croisés.
Elle était également désignée sous le nom de commanderie du Dognon,.

## Description géographique
La chapelle templière de Cressac est située à Cressac-Saint-Genis, en Charente, au sud-ouest d'Angoulême, au lieu-dit le Temple, ou le Dognon.
La commanderie hospitalière, dont faisait partie la chapelle, couvrait également le lieu-dit l'Hôpital à Blanzac[réf. nécessaire].

## Historique
La présence d'un puits jamais à sec a permis aux Templiers de faire bâtir une commanderie et de s'installer sur le chemin du pèlerinage de Saint-Jacques-de-Compostelle. La chapelle, construite entre 1150 et 1160, est le seul bâtiment restant de cet ensemble.
Après la chute de l'ordre du Temple en 1312, cet ensemble a été donné aux Hospitaliers de l'ordre de Saint-Jean de Jérusalem. À la Révolution, celle-ci a été vendue comme bien national pour servir de bâtiment agricole.
Elle a été achetée au début du XXe siècle par l'église protestante de Barbezieux et est aujourd'hui propriété de l’Église protestante unie de Barbezieux (EPUB). Elle a été remise en état et sert depuis lieu de culte ce qui explique la présence d'une croix huguenote au centre du mur sud qui ne présente pas ou plus de fresque.
Des restaurations qualifiées de « trop radicales » ont été effectuées avant 1969.
En 2011 des dégradations ont été constatées nécessitant des travaux d'étanchéité.
Une campagne de restauration des fresques a débuté en septembre 2013.

## Description
De plan rectangulaire, la chapelle est constituée de murs épais épaulés de contreforts. Le mur sud présente sur une pierre la marque en creux d'une « main de pénitent », chacun d'entre eux devant frotter cette pierre.

### Fresques templières

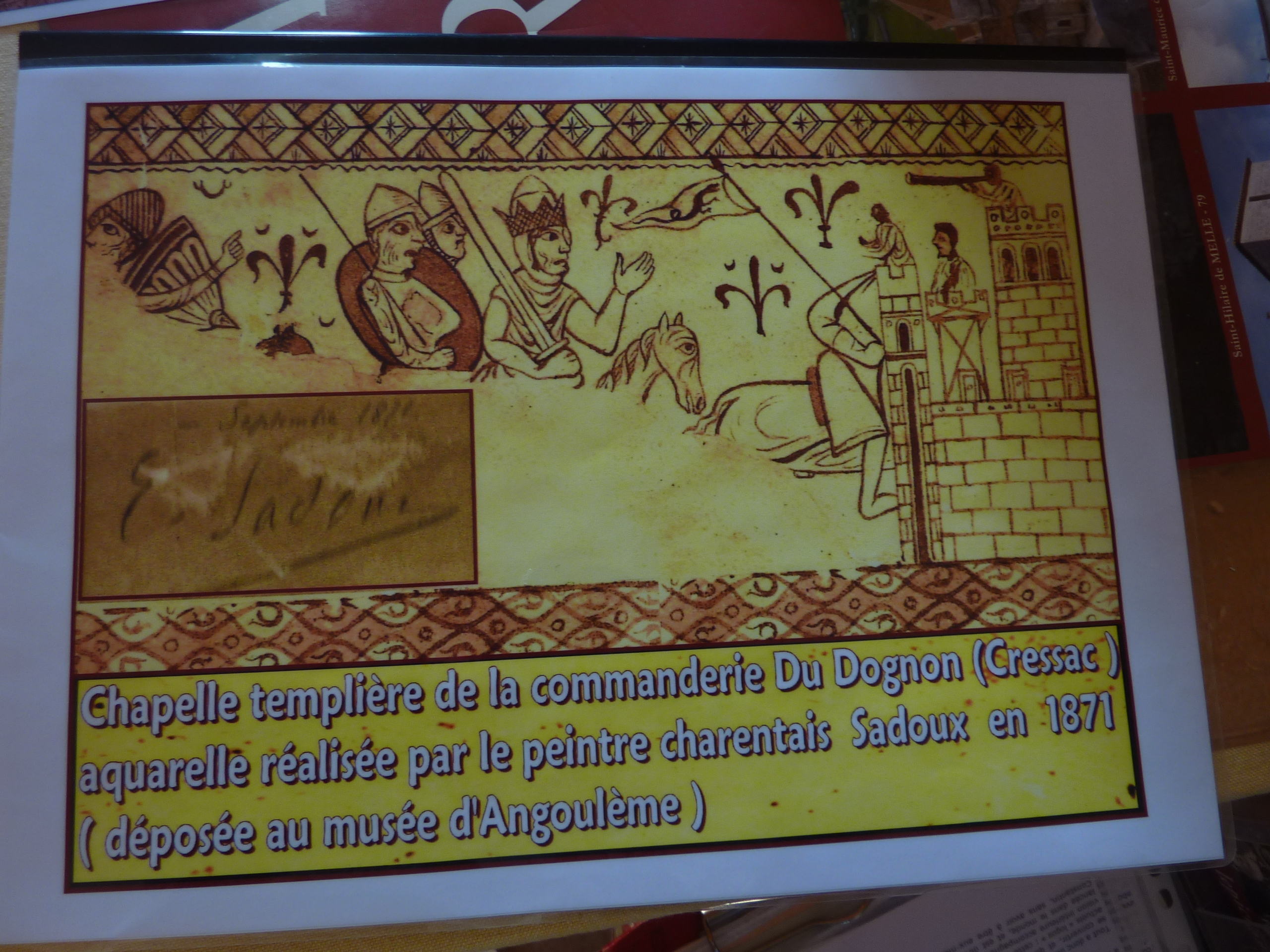
Photographie d'une photographie d'une aquarelle d'Eugène Sadoux.

L'intérieur de la chapelle est remarquable car ses murs nord, est et ouest sont ornés de plusieurs fresques concernant les Templiers : des scènes de la victoire des croisés et de l'armée franque de Hugues le Brun de Lusignan et de Geoffroy Martel (frère de Guillaume Taillefer comte d'Angoulême) sur les Sarrasins menés par Nourreddine, émir d'Alep, dans la Bocquée, en 1163.
Ces fresques représentent des cavaliers en armes, ainsi que d'autres sujets dont un bateau qui pourrait être une nef templière. Ces fresques sont réalisées par application d'une argile rouge locale liée au blanc d'œuf, dont la couleur a résisté au temps. Ces peintures ont été effectuées en plusieurs étapes par des artistes différents : sur le mur nord, en premier la frise du haut qui raconte une bataille, plus tard la frise du bas qui représenterait un échange de prisonniers et après un décor de frises les unes géométriques, les autres en rinceau, qui masquent par endroits le haut des heaumes et les sabots des chevaux.
Ces fresques de la fin du XIIe siècle couvraient autrefois l'ensemble de l'intérieur. On y reconnaît un évêque qui pourrait être Adémar, qui participa à la première croisade. Les fleurs de lys (photo 3) sur le fond rappellent le roi de France. L'une des scènes du mur nord présente les chevaliers sortant au galop d'une ville fortifiée à la poursuite d'assaillants en retraite. « Il s'agit d'une lutte mémorable aujourd'hui identifiée par M. Deschamps, au cours de laquelle Nour ed-dîn, atâbeg d'Alep et de Damas, fut vaincu à la Bocquée, alors qu'il venait d'attaquer le Krak des Chevaliers ».
S'agissant d'un ordre chevalier, il faut constater que les regards des chevaux et des cavaliers sont identiques et contribuent à donner à la scène une vie saisissante.
À la fin du XIXe siècle, le peintre charentais Eugène Sadoux a peint les fresques de la chapelle, ajoutant des détails aux fresques actuelles. On ne peut exclure le fait que ces éléments manquants puissent parfois être une vue d'artiste.

Fresques de Cressac
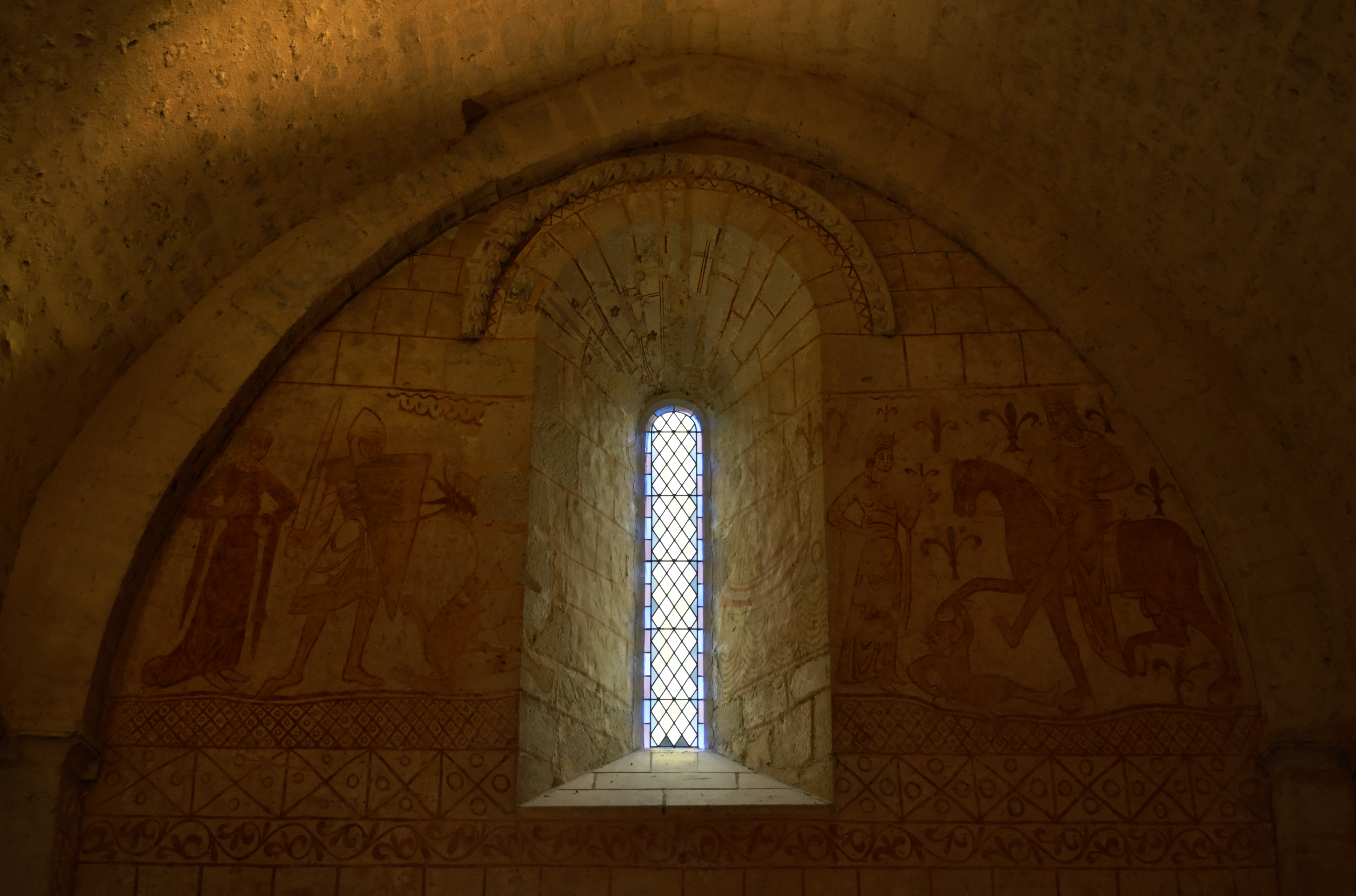
Fresques du mur Ouest au-dessus de l'entrée.
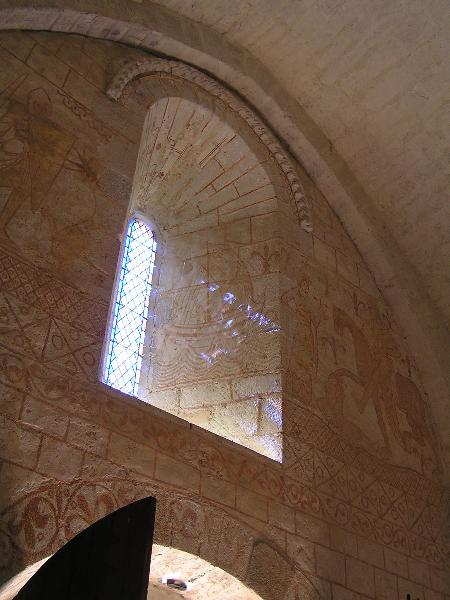
Fresques templières dans l'ébrasement de l'ouverture, barque à voile carrée
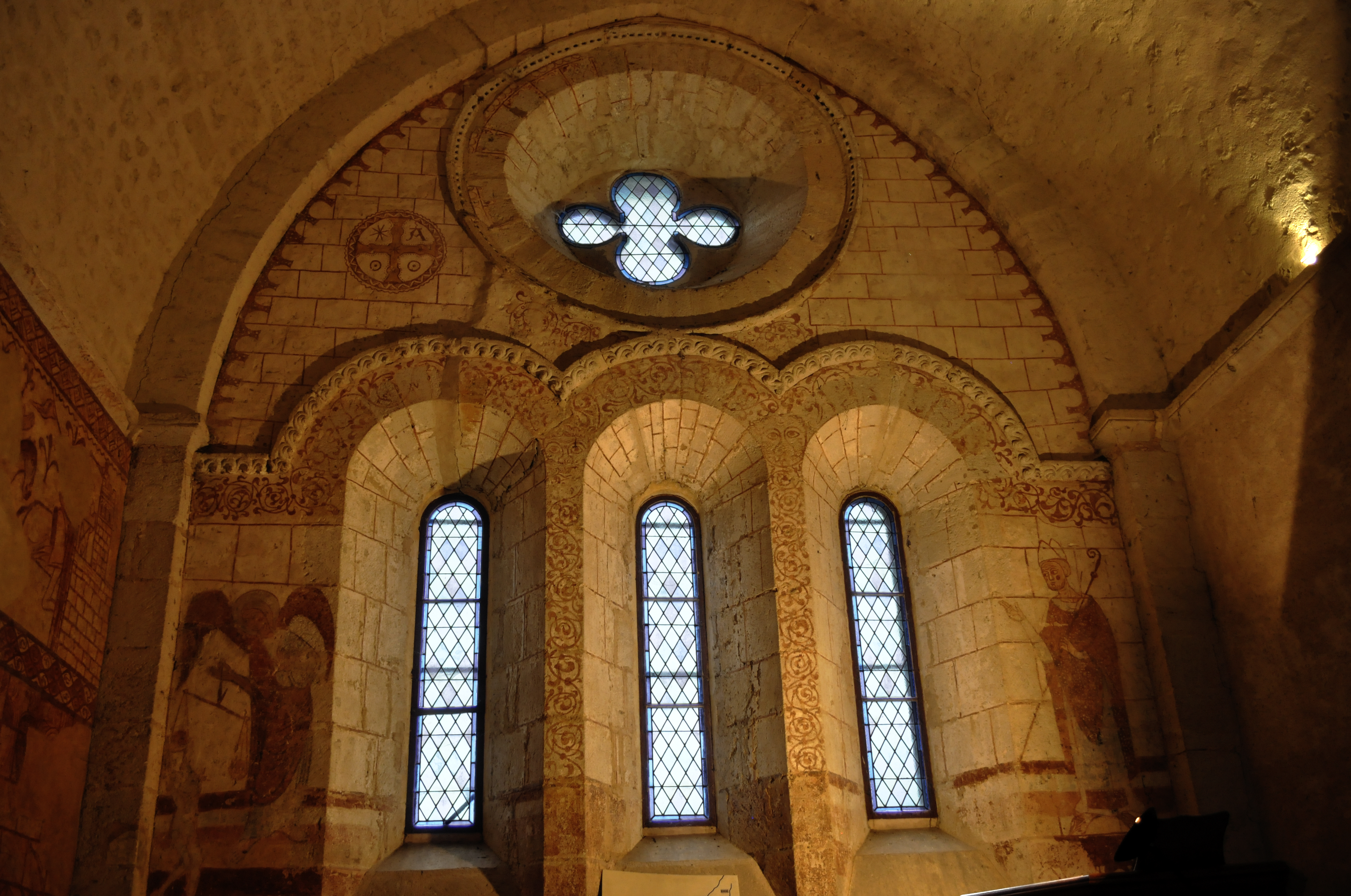
Fresques du mur Est.

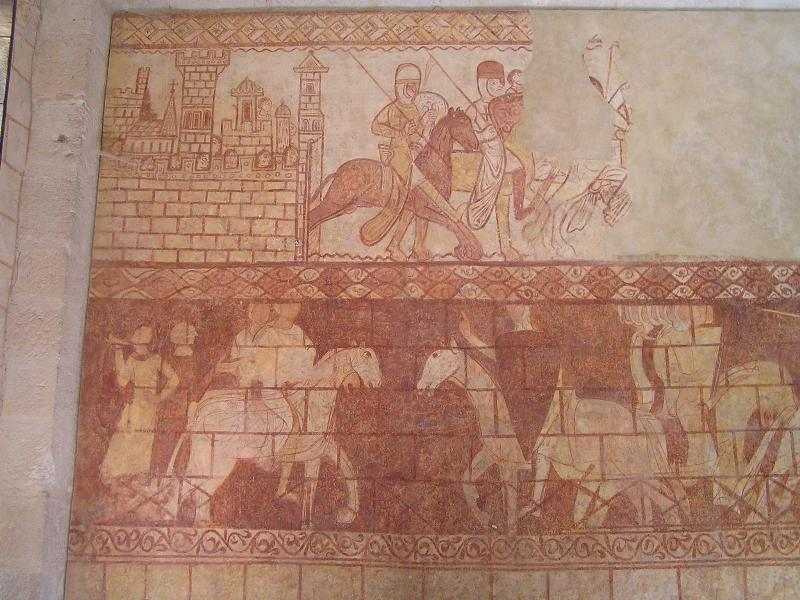
Départ des chevaliers.
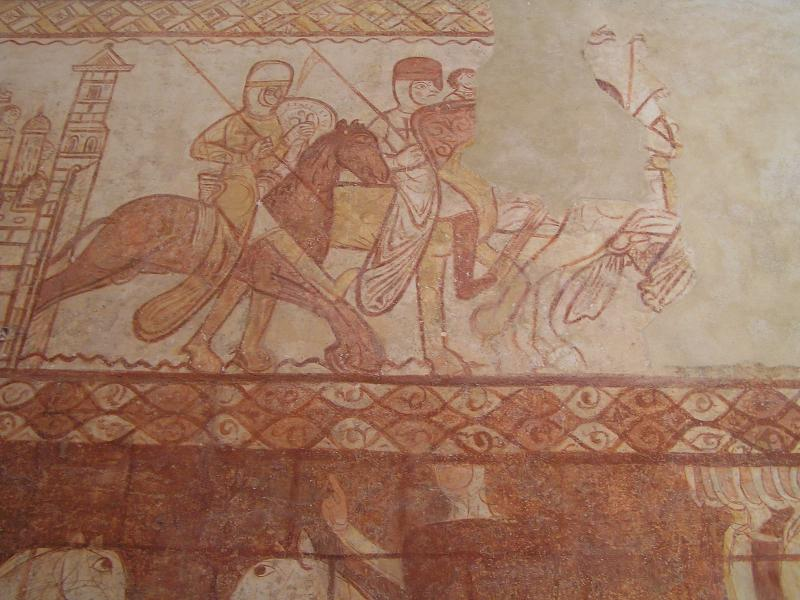
Chevaliers équipés pour le combat.
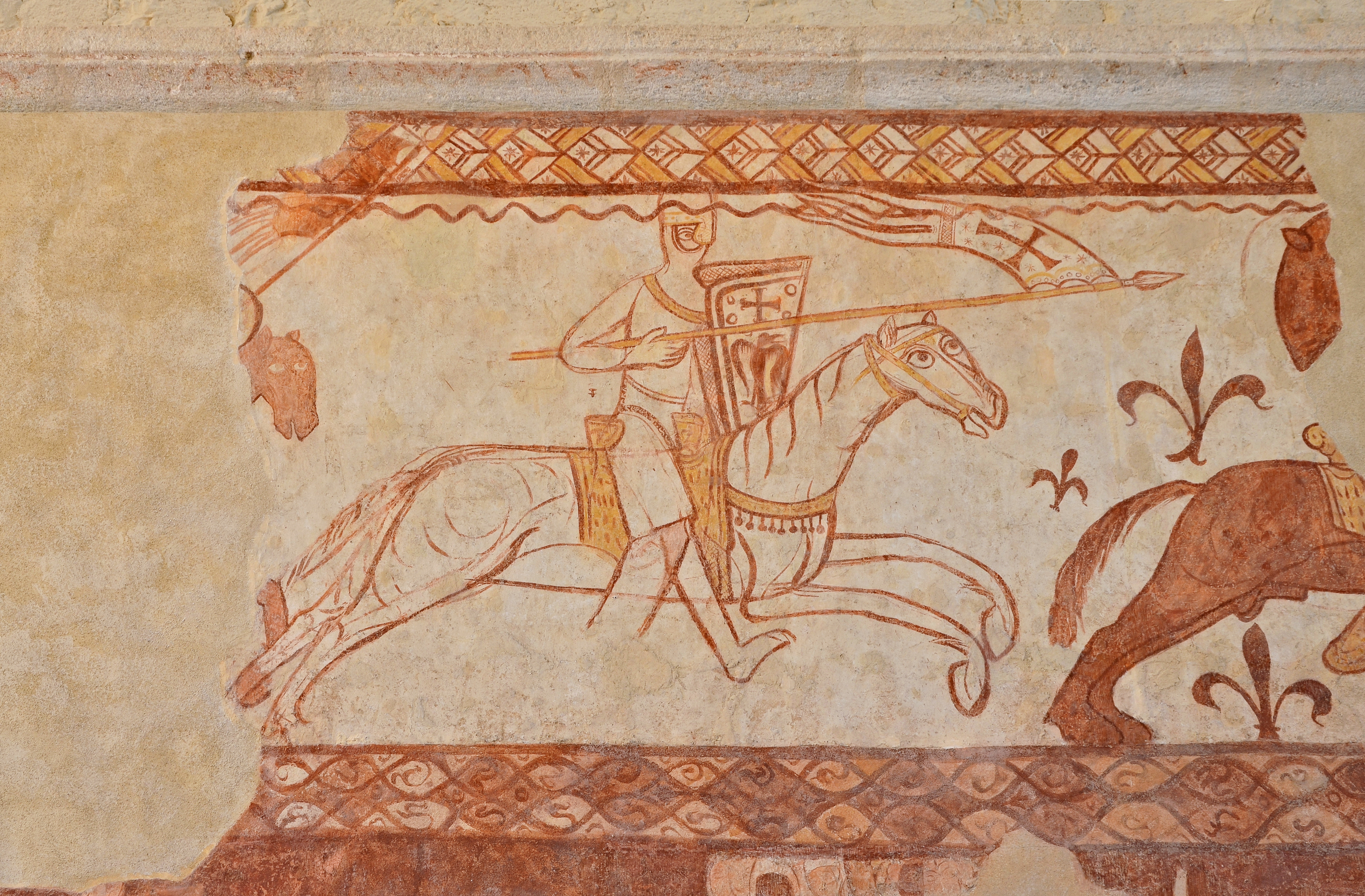
Attaque des chevaliers.
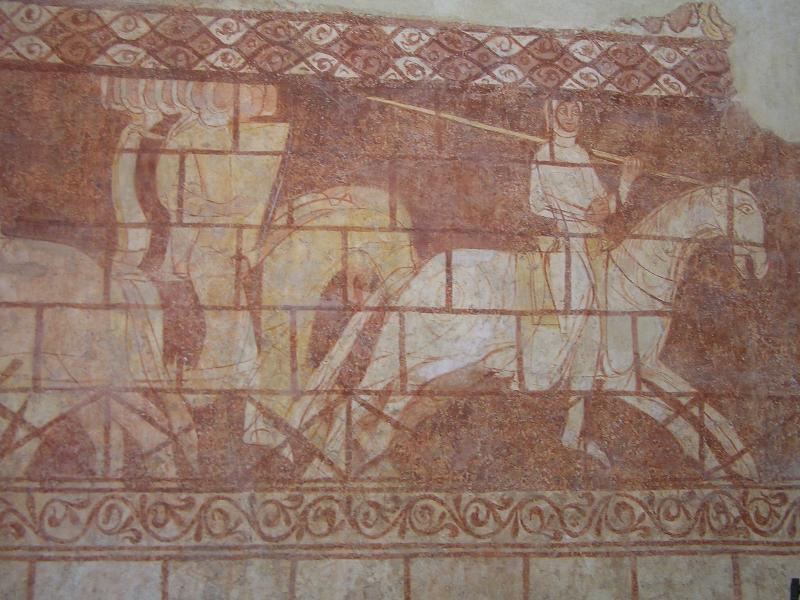
Frise du bas.

## Commandeurs templiers
| Nom du commandeur.                    | Dates          |
| ------------------------------------- | -------------- |
| Pierre de Banhal                      | vers 1286      |
| Barthélemi Merlot (ou Morlet)         | vers 1302-1303 |
| Elie Raynaud (originaire du Périgord) | vers 1307      |

## État
La chapelle des Templiers fait l’objet d’un classement au titre des monuments historiques depuis le 9 mai 1914.